# ベリーベリー
『ベリーベリー』は、日高万里による日本の漫画作品。

## 概要
お互い同士の間でだけ声を出さずに会話が出来る、という特殊能力を持つ双子の姉妹・雪乃原くるみと紗々姫が暴れまわっては周りに迷惑をかける様子を描いた作品。
白泉社の漫画雑誌『花とゆめ』にて連載されていたが、現在は休止（中断）状態にある。
最初は『花とゆめ』2008年10号から13号にかけて短期集中連載という形で掲載。その後、同誌2009年11号にて続編（読み切り）が発表された後、同誌2009年18号から本格的な連載が開始されたが、2010年12号を最後に本作の連載は中断された。その後、作者は同誌2010年20号から「天使1/2方程式」の連載を開始しており、本作の続きについては本人のブログ（2010年9月4日の記事）にて「ちょ～っとの間、お待ち下さいです」とコメントしているものの、現時点において本作の連載再開のメドは立っていない。なお、2008年の短期集中連載は、当初は10号から12号までの予定だったが、実際には最終話に当たる第3話が前編と後編（12号と13号）に分割した形で発表された。

## あらすじ
かつて住んでいた町に、10年ぶりに戻ってきた双子の姉妹・雪乃原くるみと紗々姫。この町には、彼女達にとってとても忌まわしい過去がある。
くるみと紗々姫は高校の入学式に向かう途中、女の子達のスカートの中を盗撮していた男を発見。彼女達はその男を半殺しにした上で交番に突き出した。その様子を2人の少年が観察していた。彼らは、くるみ達と同じ高校に入学する近江歌丸と近江業平だった。彼らは各々の異なる観点から、くるみ達にただならぬ関心を抱く。一方、くるみ達は、やはり同じ高校に入学した親友の氷上樹里・冴木逸美と共に、困っている少女達を助けることを目的とした“女の子の為の味方活動”を開始した。

## 登場人物

### 雪乃原くるみ・紗々姫
本作の主人公である双子の姉妹。家族は両親と姉。乳児期から声を出さずに心の中だけで姉妹間の会話ができるテレパシー能力を持っている（ただし状況によっては交信できない時もある）。この能力は両親や彼女たちの姉には備わっていない。また特殊な能力であるために、母親から必要な時以外の人前での使用を止められている。
3月3日生まれのO型。身長151cmと小柄だが、姉妹ともに運動神経が抜群で、並みの男なら簡単に蹴り倒してしまうほど強い。しかし、自分たちの手に余る凶悪な事件に介入して危機に陥ることもあり、そのたびに家族や他の関係者たちから叱責を受けている。
容貌・髪型・体格とも酷似しているという設定であり、作中においてもカラーページで両者の瞳の色が異なっている点を除き、明確な差別化を図る描写はなされていない。そのため、カラーページ以外では両者の判別は難しいが、性格を含むいくつかの相違点も存在する。以下に個別の人物紹介を記す。
雪乃原くるみ（姉・ゆきのはら くるみ）
移動にはローラーブレードを使用する。
同じマンションの隣室の住人で、クラスメイトの近江業平（後述）からは、「元気で気の強い子」「意外としっかりしてる」と評されている。
幼少時に誘拐されたことがあり、その経験から、困っている少女達を助ける活動をしようと決意した。
瞳の色は青。
雪乃原紗々姫（妹・ゆきのはら ささひめ）
移動にはスケートボードを使用する。
近江業平（後述）からは、「どこかぽやっとした所がある」、また、くるみからは「ちょこっとおマヌケさん」と評されている。
くるみが幼少時に誘拐された際、心の会話でくるみの居場所を突き止めて救出した。その経験から、困っている少女達を助ける活動をしようと決意した。
瞳の色は緑。

### くるみと紗々姫のクラスメイト
近江歌丸（おうみ うたまる）
雪乃原家と同じマンションの隣室に住むクールな少年。警察官の息子。5月生まれ。愛称は「歌さん」。
頭脳明晰で、優れた洞察力と判断力を持ち、あらゆる物事を鋭く的確に捉えている。合気道の達人で、従兄弟の近江業平（後述）と協力して、危機に陥った雪乃原姉妹を救うことも多い。姉妹のテレパシー能力の秘密を、疑問や偏見を交えずに受け入れている。外見が酷似している姉妹を正確に判別しており、紗々姫と一緒に行動することが多い。
1度見ただけの人物の特徴を絵で正確に再現できる特技を持ち、「miumiu（みうみう）」の名義でイラストレーターとしても活動していて、かなりの人気を集めているが、祖父（歌丸と業平の合気道の師匠でもあるらしい）からはそのことについて「軟弱」と罵倒されているらしく、ペンネームを使わざるを得なくなっている。
近江業平（おうみ なりひら）
歌丸の従兄弟。親元から離れて歌丸親子の部屋に居候している。4月生まれ。雪乃原姉妹からは「ナリナリ」と呼ばれている。
明るい派手なファッションを好み、周囲からは軽くて軟派な性格のお調子者と思われがちだが、本当は非常に大らかで温かい心を持つ少年である。歌丸と同じく合気道の達人で、料理が得意という一面も持つ。雪乃原姉妹のテレパシー能力の秘密を、疑問や偏見を交えずに受け入れ、歌丸と協力して姉妹を積極的に助けている。外見が酷似している姉妹を正確に判別しており、くるみと一緒に行動することが多い。
氷上樹里（ひかみ じゅり）
雪乃原姉妹の幼なじみの少女。姉妹のテレパシー能力を知っている数少ない人物のひとりで、容貌・性格ともにきついが同性同士の友情には厚い。
雪乃原姉妹および冴木逸美（後述）と共に、困っている少女達を助けることを目的とした“女の子の為の味方活動”を立ち上げ、その代表を引き受けている。
冴木逸美（さえき いつみ）
雪乃原姉妹の幼なじみの少女。男子生徒の間で人気が高いが、本人は異性に関心を示さない。樹里と同じく姉妹のテレパシー能力を知っている数少ない人物のひとりで、“女の子の為の味方活動”の運営メンバーでもある。
普段は穏やかな性格だが、自分の思うところははっきりと言う主義で、その毒舌ぶりは相手に少なからず精神的ダメージを与えることがある。また、一度怒れば樹里さえも震え上がるほど恐ろしい。

### くるみと紗々姫の関係者
雪乃原史（ゆきのはら あや）
雪乃原三姉妹の母。職業は小説家で、雪乃原家の実質的な家長と言える存在。夫・瑛太（後述）とは駆け落ちの末に結ばれ、16歳で長女・綺（後述）を産んだ。幼い時からテレパシー能力を乱用し、高校生になってもお転婆が直らないくるみ達に苦言を呈しているが、なかなか聞き入れてもらえず頭を悩ませている。
雪乃原綺（ゆきのはら きらら）
雪乃原家の長女で、くるみと紗々姫の姉。母・史のマネージャーを務めている。作中に、資格取得を趣味にしていることを示唆するくるみ達の台詞がある。初期には派遣社員という設定があったが、後にこの設定は削除された。
雪乃原瑛太（ゆきのはら えいた）
雪乃原三姉妹の父。小説家である妻・史に代わって家事を引き受けている専業主夫で、定職には就いていない。かつては史のマネージャーを務めていたが、その役割を綺に譲っている。史とは駆け落ちの末に結ばれ、18歳で父親になった。普段は地味であまり目立たないが、有事の際には家族たちの精神的な支えとなる頼もしさを見せる。
近江貫之（おうみ つらゆき）
歌丸の父。近江業平の伯父にあたる人物で、職業は警察官（階級は警部）。雪乃原姉妹達が住んでいる町の警察署に勤務しており、くるみが幼少時に誘拐された事件の捜査を担当していた。しかし犯人は捕まっておらず、事件は未解決のままである。
香坂（こうさか　※フルネーム不詳）
雪乃原姉妹が住んでいる町の交番に勤務している警察官。貫之の部下で、くるみが幼少時に誘拐された際、警護対象である紗々姫と共に独断で行動。命令違反による懲罰を覚悟の上でくるみの救出に向かった。雪乃原姉妹が高校に進学してからも顔なじみの間柄である。
芹沢（せりざわ　※フルネーム不詳）
雪乃原姉妹たちが通う高校の校長。氷上樹里の伯母で、雪乃原姉妹や冴木逸美とも懇意の間柄。普段は穏やかな雰囲気の女性だが、自分の年齢を秘密にしており、話題がその事に及ぶと笑いながら激怒する。

## 書誌情報
- 日高万里 『ベリーベリー』 白泉社〈花とゆめコミックス〉[1]
  1. 2009年8月19日第1刷発売、ISBN 978-4-592-19001-1
  2. 2010年3月19日第1刷発売、ISBN 978-4-592-19002-8
  3. 2010年9月17日第1刷発売、ISBN 978-4-592-19003-5

## ドラマCD

### 『CUTE3ヒロイン♥ドラマCD』
2010年1月、『花とゆめ』4号に付録として添付された非売品。
配役
雪乃原くるみ - 茅原実里
雪乃原紗々姫 - 斎藤千和
近江歌丸 - 小西克幸
近江業平 - 中村悠一

### 『HCD ベリーベリー』
マリン・エンタテインメントから2010年4月21日に発売。
配役
雪乃原くるみ - 茅原実里
雪乃原紗々姫 - 斎藤千和
近江歌丸 - 小西克幸
近江業平 - 中村悠一
氷上樹里 - 皆川純子
冴木逸美 - 伊藤静
香坂 - 石田彰
少年 - 大原崇
窃盗犯 - 高橋研二